# Zdzisław Madej
Zdzisław Madej (ur. we Wrocławiu) – polski ksiądz katolicki, śpiewak operowy (tenor) i pedagog.
Absolwent Papieskiego Wydziału Teologicznego we Wrocławiu, Seminarium Duchownego we Wrocławiu, Akademii Muzycznej we Wrocławiu (klasa prof. Ewy Czermak) oraz studiów podyplomowych w Hochschule für Musik, Theater und Medien w Hanowerze. Pedagog w Akademii Muzycznej w Krakowie, gdzie od 2013 prowadzi klasę śpiewu solowego. W 2013 na Uniwersytecie Muzycznym Fryderyka Chopina w Warszawie uzyskał stopień doktora habilitowanego. W 2020 otrzymał tytuł profesora sztuki. Gościnnie występuje w Operze Wrocławskiej. Oprócz partii operowych wykonuje również partie oratoryjno-kantatowe.

## Wybrane partie operowe
- Cavaradossi (Tosca, Puccini)
- Jontek (Halka, Moniuszko)
- Parsifal (Parsifal, Wagner)
- Stefan (Straszny dwór, Moniuszko)
- Tamino (Czarodziejski flet, Mozart)